# Provaci anche tu, Lionel
Provaci anche tu, Lionel è un film del 1973, diretto da Roberto Bianchi Montero.

## Trama
Anna, una donna bionda moglie di Luigi, un siciliano geloso, incarica l'investigatore privato Lionelli di recuperare un paio di slip rossi, incautamente presi da un signore misterioso. Lionel accetta l'incarico e con l'anticipo avuto sposa la sua fidanzata e si allena cimentandosi col karate: si mette alla ricerca dell'uomo, un feticista. Costui gli spiega che gli slip li ha regalati a una ragazza che fa un numero di spogliarello ai night club. Arrivato, Lionel apprende che la ragazza è partita in un'altra città. Lionelli allora chiede consiglio al suo grande idolo, il Tenente Sheridan - segue alla televisione tutte le sue avventure - suo vicino di casa, il quale non può far altro che prestargli il suo impermeabile. Lionel riprende le ricerche e, giunto a Napoli, in una stanza d'albergo, intercetta la ragazza per avere gli slip. Ma lei, completamente ubriaca, li getta dalla finestra nello stesso istante in cui passa un gruppo di motociclisti. Lionel li vede dalla finestra e li linsegue, finendo in un bosco ai margini della città. È in corso una festa e una bella ragazza del clan, Jolanda, danza mostrando i famosi slip. Con uno stratagemma Lionel riesce a prenderli e a fuggire. Scopre il vero motivo per cui vale la pena ritrovarli: un prezioso microfilm nascosto nel bordo degli stessi. Una banda di malfattori vuole entrarne in possesso. Dopo varie peripezie, giunge il Tenente Sheridan a catturare tutti i loro componenti. Una volta tornato a casa Lionel apprende con sgomento che la moglie, sposata da poco, ha un amante.

## Distribuzione
Il film, girato negli studi della Dear, venne iscritto al Pubblico registro cinematografico con il n. 5.571. Presentato alla Commissione di revisione cinematografica, presieduta da Giuseppe Fracassi, il 15 ottobre 1973, ottiene il visto censura n. 63.406 del 30 ottobre 1973, a condizione di eliminare dalla colonna sonora la frase slip erotici e sostituirla con slip rossi. Il film viene considerato visibile per tutti con una lunghezza della pellicola di 2.900 metri. La prima proiezione avvenne il 1º dicembre 1973, ma il film ha avuto circolazione limitata, incassando soltanto 9.000.000 di lire.

## Altri tecnici
- Aiuto regista: Renzo Girolami
- Ispettori di produzione: Augusto Dolfi, Antonio Pittalis
- Segretario di produzione: Ileana De Paolis
- Segretaria di edizione: Maria Luce Faccenna
- Operatore alla macchina: Mario Sensi, Paolo D'Ottavi
- Arredatore: Camillo Del Signore
- Fonico: Pietro Spadoni
- Microfonista: Vincenzo Onali
- Parrucchiera: Vitaliana Patacca
- Sarta: Antonietta Maggi